# إميل دامغارد
إميل دامغارد (بالدنماركية: Emil Damgaard)‏ هو لاعب كرة قدم دنماركي في مركز الدفاع، ولد في 20 أغسطس 1998 في الدنمارك في مملكة الدنمارك. لعب مع نادي نوردشيلاند.

## وصلات خارجية
- إميل دامغارد على موقع قاعدة بيانات كرة القدم.إي يو (الإنجليزية)
- إميل دامغارد على موقع Soccerway.com (الإنجليزية)